# Guillaume Faye
Guillaume Faye (7. listopadu 1949 – 7. března 2019) byl francouzský krajně pravicový novinář a spisovatel.

## Život
V 70. a 80. letech 20. století patřil Guillaume Faye k nejdůležitějším teoretikům francouzského hnutí Nová pravice. Ačkoli byl původně členem think-tanku GRECE, s jeho vůdčí osobností Alainem de Benoistem se názorově rozešel a z organizace spolu s několika dalšími významnými členy vystoupil. Zároveň se začal více prosazovat jako novinář. Publikoval ve Figaro Magazine, Paris-Match, VSD a dalších časopisech. Sám vedl časopis J'ai Tout Compris.
V roce 1987 se Guillaume Faye z politiky stáhl. V 90. letech působil v rozhlasové stanici pro mladé Skyrock, kde vystupoval pod přezdívkou „Skyman". Do politiky se vrátil postupně, když začal opětovně publikovat své úvahy o kultuře, náboženství a imigraci. Byl přispěvatelem krajně pravicového týdeníku Rivarol.
Guillaume Faye zastával názor, že se blíží konec současné modernitní Evropy. Ta byla podle něj v současné podobě nehájitelná. Domníval se, že v důsledku mohutných imigračních vln dojde v blízké době k totální válce mezi Západem a islámským světem.

## Dílo
- Le Système à tuer les peuples, Copernic r. 1981.
- Contre l’économisme, Le Labyrinthe, r. 1983.
- La Nouvelle société de consommation, Le Labyrinthe, r. 1984
- L’Occident comme déclin, Le Labyrinthe, r. 1984
- Nouveaux discours à la Nation Européenne, Albatros, r. 1985
- Europe et modernité, Eurograf, r. 1985
- Petit lexique du partisan européen (en collaboration), Eurograf, 1985
- Les Nouveaux enjeux idéologiques, Le Labyrinthe, r. 1985
- La Soft-idéologie (en collaboration, sous le pseudonyme de Pierre Barbès), Robert Laffont, r. 1987
- L’Archéofuturisme, L'Aencre, r. 1999
- La Colonisation de l’Europe: discours vrai sur l’immigration et l’Islam, L'Aencre, r. 2000
- Les Extra-terrestres de A à Z, Dualpha, r. 2000
- Proč bojujeme Archivováno 19. 6. 2016 na Wayback Machine. (Pourquoi nous combattons: manifeste de la résistance européenne, L’Aencre, r. 2001)
- Avant-guerre, L’Aencre, r. 2002
- Le coup dEtat mondial: Essai sur le Nouvel Impérialisme Américain., L’Aencre, r. 2004